# Нік Маккрорі
Нік Маккрорі  (англ. Nick McCrory, 9 серпня 1991) — американський стрибун у воду, олімпійський медаліст.

## Виступи на Олімпіадах
| Олімпіада   | Дисципліна                | Місце |
| ----------- | ------------------------- | ----- |
| Лондон 2012 | вишка                     | 9     |
| Лондон 2012 | синхронні стрибки з вишки | 3     |